# Correr el cacharro

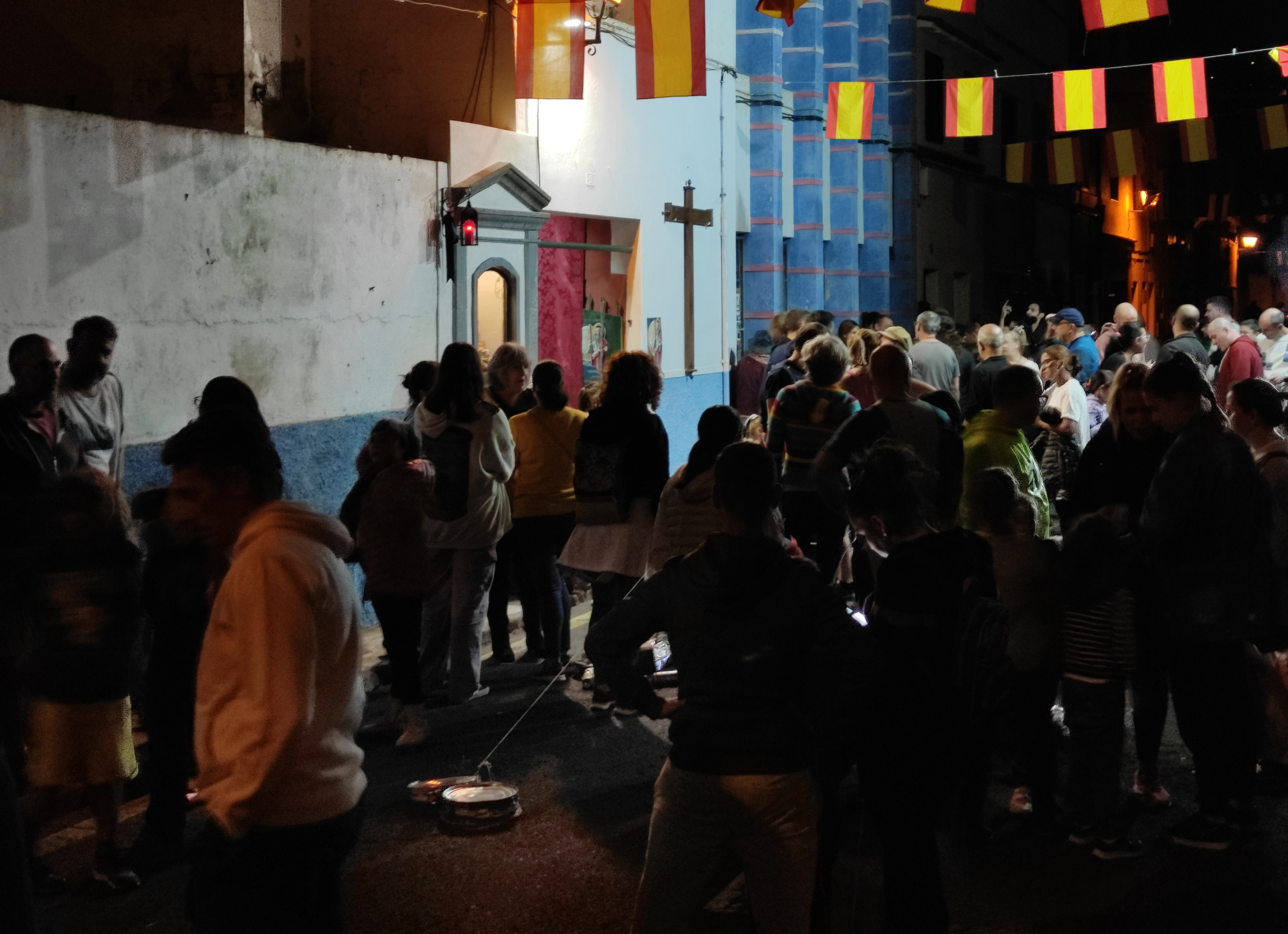
Cacharros en las fiestas de San Andrés en La Orotava, 2022.

Correr el cacharro es un acto festivo que se celebra las fiestas en honor a San Andrés en el Valle de La Orotava y otras localidades del norte de la isla  de Tenerife, principalmente en Icod de los Vinos y el Puerto de la Cruz, y también en Granadilla de abona,consistente en recorrer las calles de los pueblos al anochecer del día 29 de noviembre haciendo ruido con artefactos metálicos elaborados al efecto. Los niños y jóvenes, tras pasar días recolectando cacharros (latas, hasta electrodomésticos, bañeras, chatarra y cualquier objeto viejo que haga ruido) los ensartan en una verga (alambre) y  salen a las calles armando un verdadero escándalo que llama la atención a los turistas que visitan la isla. Esta fiesta está íntimamente relacionada la apertura de las bodegas, y es tradicional acompañar el vino nuevo con castañas asadas y sardinas u otro pescado salado.

## Historia
El origen de esta práctica es muy oscuro. Las explicaciones son fruto de la leyenda. Se cuenta que el objeto de correr cacharros era hacer ruido para ahuyentar a la langosta o a las brujas; también que como San Andrés era cojo, llegó «borracho» y cargado de cacharros días después a su fiesta; o que San Andrés se quedó dormido y hubo que despertarlo con el ruido de los cacharros que los niños habían colgado de sus ropas. Pero la que tiene más peso y relatada por investigadores es que en la víspera del días de San Andrés los dueños de las bodegas, para poder dar entrada al vino nuevo, bajaban a la costa para limpiar los toneles con agua salada, y se hacían rodar por las pendientes hasta la orilla del mar haciendo el ruido característico que luego los niños y jóvenes reproducían con sus cacharros.
A finales de los años 70 y en los 80 la fiesta tuvo su gran esplendor, pero se ha ido perdiendo en los  pueblos, aunque algunas asociaciones de vecinos, barrios, con el apoyo de ayuntamientos están intentando conservarla. Cabe destacar la iniciativa del barrio de Los Cuartos-San Andrés en La Orotava y la recuperación del lugar de origen de la tradición en torno a la conocida Plaza del Charco en el Puerto de la Cruz con el apoyo y organización del Ayuntamiento de la ciudad.
Actualmente la Consejería de Educación del Gobierno de Canarias, ofrece a los centros públicos una información sobre estas fiestas para que aquellos que lo deseen la celebren. En muchos colegios realizan esta actividad en toda la isla de Tenerife, saliendo los alumnos por las calles próximas a los centros  y animando a los vecinos a participar en tan singular fiesta.